# Beperkingengebied
Het beperkingengebied van een luchthaven is een zone waar planologische beperkingen van kracht zijn, met name ten aanzien van de maximale bouwhoogten in de aan- en uitvliegroutes. Daarnaast kunnen, met name ter beperking van de geluidhinder, beperkingen worden opgelegd ten aanzien van de bestemmingen van gebouwen in een ruimere zone rond de luchthaven.

## Verankering in het Nederlandse recht
De term beperkingengebied is specifiek een begrip uit de Nederlandse wet- en regelgeving. Artikel 8.8 van de Wet luchtvaart verplicht gemeenten om bij de vaststelling of de herziening van een bestemmingsplan voor een gebied dat is gelegen binnen het luchthavengebied of het beperkingengebied het luchthavenindelingsbesluit in acht te nemen. De omvang van het beperkingengebied, en de verschillende te onderscheiden zones daarbinnen, staat omschreven in het luchthavenindelingsbesluit van de betreffende luchthaven.

## Beperkingengebied luchthaven Schiphol
Het beperkingengebied van de luchthaven Schiphol bestaat uit vier zones. Zone 1 en 2 zijn gelegen in het verlengde van de start- en landingsbanen. De beperkingen in deze zones behelsen met name de maximale toegestane objecthoogten in verband met de veiligheid van het luchtverkeer. In zone 1 tot en met 3 is verder geen nieuwe bebouwing toegestaan, met name omdat de geluidsbelasting er te hoog is. In zone 4 is wel bebouwing toegestaan, waarbij de bestemmingen echter beperkt moeten blijven tot niet-geluidsgevoelige activiteiten zoals industrie.